# Хижинська сільська рада
Хи́жинська сільська́ ра́да — адміністративно-територіальна одиниця та орган місцевого самоврядування в Лисянському районі Черкаської області. Адміністративний центр — село Хижинці.

## Загальні відомості
- Населення ради: 870 осіб (станом на 2001 рік)

## Населені пункти
Сільській раді підпорядковані населені пункти:
- с. Хижинці
- с. Чеснівка

## Склад ради
Рада складається з 14 депутатів та голови.
- Голова ради: Дискант Наталія Олександрівна
- Секретар ради: Богун Тетяна Іванівна

### Керівний склад попередніх скликань
| Прізвище, ім'я, по батькові   | Основні відомості                                                                                  | Дата обрання | Дата звільнення |
| ----------------------------- | -------------------------------------------------------------------------------------------------- | ------------ | --------------- |
| Лінковська Галина Тодосівна   | Сільський голова, 1966 року народження, позапартійна                                               | 26.03.2006   | 01.02.2008      |
| Дискант Наталія Олександрівна | Сільський голова, 1973 року народження, освіта вища, член Всеукраїнського об'єднання «Батьківщина» | 01.06.2008   | 31.10.2010      |
| Дискант Наталія Олександрівна | Сільський голова, 1973 року народження, освіта вища, член Партії регіонів                          | 31.10.2010   |                 |

Примітка: таблиця складена за даними сайту Верховної Ради України

### Депутати
За результатами місцевих виборів 2010 року депутатами ради стали:

#### За суб'єктами висування
| Суб'єкт висування                                       | Кількість обраних депутатів | %    |
| ------------------------------------------------------- | --------------------------- | ---- |
| Самовисування                                           | 6                           | 42,9 |
| Українська соціал-демократична партія                   | 3                           | 21,4 |
| Партія регіонів                                         | 2                           | 14,3 |
| Комуністична партія України                             | 1                           | 7,1  |
| Народна партія                                          | 1                           | 7,1  |
| Політична партія Всеукраїнське об'єднання «Батьківщина» | 1                           | 7,1  |

#### За округами
| № округу                                                | Прізвище, ім'я, по батькові        | Дата визнання обраним | Освіта  | Партійна приналежність                        | Відомості про обраного депутата                   |
| ------------------------------------------------------- | ---------------------------------- | --------------------- | ------- | --------------------------------------------- | ------------------------------------------------- |
| Комуністична партія України                             |                                    |                       |         |                                               |                                                   |
| 6                                                       | Маленко Яків Якович                | 03.11.2010            | середня | позапартійний                                 | пенсіонер                                         |
| Народна Партія                                          |                                    |                       |         |                                               |                                                   |
| 10                                                      | Кузенна Лідія Михайлівна           | 03.11.2010            | середня | член Народної партії                          | Хижинська сільська рада, бухгалтер                |
| Партія регіонів                                         |                                    |                       |         |                                               |                                                   |
| 9                                                       | Панасенко Олена Іванівна           | 03.11.2010            | вища    | член Партії регіонів                          | Хижинський НВК, вчитель                           |
| 11                                                      | Богун Тетяна Іванівна              | 03.11.2010            | середня | член Партії регіонів                          | Хижинська сільська рада, секретар                 |
| Політична партія Всеукраїнське об'єднання «Батьківщина» |                                    |                       |         |                                               |                                                   |
| 1                                                       | Бондаренко Юлія Якимівна           | 03.11.2010            | вища    | позапартійна                                  | пенсіонер                                         |
| Українська соціал-демократична партія                   |                                    |                       |         |                                               |                                                   |
| 4                                                       | Булика Андрій Петрович             | 03.11.2010            | середня | позапартійний                                 | тимчасово не працює                               |
| 5                                                       | Білоус Світлана Іванівна           | 03.11.2010            | вища    | позапартійна                                  | Хижинський НВК, вчитель                           |
| 7                                                       | Опенько Наталія Василівна          | 03.11.2010            | вища    | позапартійна                                  | Хижинський НВК, вчитель                           |
| Самовисування                                           |                                    |                       |         |                                               |                                                   |
| 2                                                       | Маленко Любов Миколаївна           | 03.11.2010            | середня | член Партії регіонів                          | Хижинський НВК, вчитель-організатор               |
| 3                                                       | Регент Надія Леонідівна            | 03.11.2010            | середня | позапартійна                                  | Товариство Червоного хреста, патронажна медсестра |
| 8                                                       | Володченко Тетяна Михайлівна       | 03.11.2010            | середня | член Партії регіонів                          | Хижинська сільська рада, техпрацівник             |
| 12                                                      | Мироненко Валентина Олександрівна  | 03.11.2010            | середня | член Всеукраїнського об'єднання «Батьківщина» | Пощтове відділення зв'язку, листоноша             |
| 13                                                      | Дишлева Лілія Іванівна             | 03.11.2010            | середня | член Партії регіонів                          | Будинок престарілих, санітарка                    |
| 14                                                      | Лажевський Костянтин Володимирович | 03.11.2010            | середня | член Соціалістичної партії України            | підприємець                                       |

## Населення
Згідно з переписом УРСР 1989 року чисельність наявного населення сільської ради становила 1231 особа, з яких 518 чоловіків та 713 жінок.
За переписом населення України 2001 року в сільській раді мешкало 870 осіб.

### Мова
Розподіл населення за рідною мовою за даними перепису 2001 року:
| Мова       | Відсоток |
| ---------- | -------- |
| українська | 95,86 %  |
| російська  | 4,02 %   |
| молдовська | 0,11 %   |